# Heinrich Brömse (Politiker, 1569)
Heinrich Brömse (* 1569 in Lübeck; † 3. April 1632 ebenda) war Ratsherr der Hansestadt Lübeck.

## Leben
Heinrich Brömse war Sohn des Lübecker Bürgermeisters Dietrich Brömse. Er wurde 1597 Mitglied der patrizischen Zirkelgesellschaft und 1610 Ratsherr in Lübeck. Im Rat wirkte er ab 1629 als Kämmereiherr der Stadt.
Heinrich Brömse war mit Margarete, einer Tochter des Lübecker Bürgermeisters Gotthard V. von Hoeveln verheiratet. Seine Söhne Dietrich, Gotthard und Andreas Albrecht wurden später ebenfalls Ratsherrn der Stadt. Eine Tochter heiratete den Ratsherrn Leonhard Elver. Heinrich Brömse war Erbherr von Gut Stockelsdorf und erwarb 1618 das Gut Krummesse hinzu. Nach seinem Tode wurde zu seinem Gedächtnis ein Wappenepitaph an einem der Pfeiler des Kirchenschiffs der Aegidienkirche in Lübeck angebracht, wo er seit 1626 Kirchenvorsteher war. Es ist wohl seit 1803 nicht mehr erhalten. Sein Wappen befindet sich jedoch noch am Prospekt der Orgel.